# Jonas Felixon
Jonas Felixon, född 1970 i Solna församling, är en svensk kortfilmsregissör, manusförfattare och kortfilmare. 
Felixon har studerat filmvetenskap vid Stockholms Filmskola och genomgått Biskops-Arnös dramatikskrivarkurs.

## Filmmanus
- 2012 - Kärnan
- 2006 - Kanin
- 2003 - Utan dig
- 2003 - Gråt med dem som gråter (TV)
- 1997 - Midsommarafton
- 1997 – Innan dagen

## Regi
- 1997 – Innan dagen